# الرقابة في فيسبوك
خاضت فيسبوك كثيرًا من الخلافات بسبب الرقابة التي تفرضها على المحتوى، وإزالة المحتوى وحذفه من خدماتها امتثالًا لسياسات الشركة والمتطلبات القانونية وقوانين الرقابة الحكومية.

## الخطاب المعادي للمهاجرين
في ألمانيا، تراقب فيسبوك الخطاب المعادي للمهاجرين عن كثب، وتزعم أنها تراجع المنشورات مراجعة صارمة وتستعين بآراء القانونيين والخبراء اللغويين للحكم على انتهاك المستخدمين القانون الألماني.
في مايو 2016، وافقت فيسبوك وشركات تكنولوجية أخرى على «مدونة سلوك» جديدة أصدرتها المفوضية الأوروبية لمراجعة محتوى الكراهية على الإنترنت في خلال 24 ساعة من الإبلاغ عنه، وإزالة المحتوى إذا لزم. ذكرت رويترز بعد عام أن الاتحاد الأوروبي وافق على مقترحات تسمح لفيسبوك والشركات التكنولوجية الأخرى بالتعامل مع محتوى الكراهية على منصاتها، ولكن المقترحات تتطلب الحصول على توافق في البرلمان لتصبح قوانين. أشادت المفوضية الأوروبية في يونيو 2017 بجهود فيسبوك في مكافحة محتوى الكراهية، إذ راجعت فيسبوك 58% من المحتوى المذكور في خلال 24 ساعة من الإبلاغ.

## المحتوى «التجديفي»
تعاونت فيسبوك مع الحكومة الباكستانية لحجب الصفحات و«الخطاب التجديفي» في باكستان، وحجبت 54 منشورًا في النصف الثاني من 2014.

## تغير المناخ
حجبت فيسبوك كثيرًا من المنشورات عن تغير المناخ. يستخدم فيسبوك مجموعة كلايمت فيدباك للتحقق من المحتوى المتعلق بالتغير المناخي.

## قانون الأخبار على الإنترنت وحرائق كندا
استجابةً لقانون الأخبار على الإنترنت، بدأت ميتا (الشركة مالكة فيسبوك) حظر الوصول إلى مواقع الأخبار للمستخدمين الكنديين في بداية أغسطس 2023. شمل الحظر الأخبار الكندية المحلية عن الحرائق، وهو قرار انتُقد انتقادًا شديدًا من قبل ترودو ومسؤولي الحكومة الكندية والأكاديميين والباحثين والنازحين. اتهم ترودو فيسبوك بأنها «فضلت أرباح الشركات على سلامة الناس»، وعبر رئيس وزراء كولومبيا عن أفكار مشابهة.
تحدث النازحون الذي فرّوا من النيران في الأقاليم الشمالية الغربية عن الصعوبة التي واجهوها في مشاركة الأخبار (التي أصبحت أسوأ بسبب المشهد الإعلامي القاحل في المنطقة)، إذ اعتمد كثيرون على فيسبوك للتواصل. قال أولي ويليامز من إذاعة يلو نايف كابين أن مستخدمي فيسبوك اضطروا إلى مشاركة لقطات شاشة للأخبار لأن نشر الأخبار مباشرة أدى إلى حظر الرابط.
ردت ميتا على الانتقادات بأن مستخدميها الكنديين يستطيعون «الاستمرار في استخدام تقنياتنا للتواصل مع مجتمعاتهم والوصول إلى معلومات موثوقة... من الوكالات الحكومية الرسمية وخدمات الطوارئ والمنظمات غير الحكومية» وشجعت على استخدام ميزة التحقق من الأمان على فيسبوك.

## الشبكات الاجتماعية المنافسة
في أكتوبر 2018، اتهمت فيسبوك وفيسبوك ماسنجر بحظر عناوين ويب موقع مايندس، وهو شبكة اجتماعية تنافس فيسبوك. اشتكى المستخدمون من أن فيسبوك يسم الروابط التي تقود إلى منافسة بأنها غير آمنة ويطلب ملء حروف تحقق «كابتشا» لمشاركة الرابط مع الآخرين في 2015، اتُهم فيسبوك بحظر شبكة منافسة تدعى تسو على نحو مشابه. 

## أخبار المحافظين
في مايو 2016، اتهم موظف سابق فيسبوك باستبعاد الموضوعات المحافظة من شريط الأخبار الرائجة. نفى فيسبوك الادعاءات، إلا أن الموقع وضع خططًا لتحسين شريط الأخبار الرائجة.
في أغسطس 2018، حذفت فيسبوك مقاطع فيديو نشرها براغر يو. تراجعت فيسبوك لاحقًا عن الحذف وأعادت المحتوى، وبررت الحذف بأنها تلقت بلاغات عن احتواء المقاطع خطاب كراهية.
أُنشئت منصات أخرى بسبب الاعتقاد أن فيسبوك لا تتعامل مع منشورات المحافظين معاملة حيادية. أدى ذلك إلى تزعزع الثقة بفيسبوك، وتراجع استخدامها من قبل المحافظين.
في يوليو 2020، رفع النائب مات غيتز دعوى جنائية ضد فيسبوك مستشهدًا بالأدلة التي قدمها مشروع فيريتاس تثبت أن الرئيس التنفيذي لشركة فيسبوك مارك زوكربيرغ أدلى بتصريحات كاذبة للكونغرس بعد أداء القسم في جلسات الاستماع التي عُقدت في أبريل 2018.  زعم غيتس أن الأدلة المقدمة تثبت أن ادعاءات زوكربيرغ بأن الموقع لم يكن يتحيز ضد المحافظين مكذوبة.

## لقاحات كوفيد 19
اتُهمت شركة فيسبوك بأنها تحجب كثيرًا من المنشورات عن لقاحات كوفيد 19. في أكتوبر 2020، نُقل أن فيسبوك حجبت منشورًا عن اقتراب تصنيع لقاح كوفيد. في 2 نوفمبر 2021، نشرت مجلة بي إم جيه مقالًا كتبه الصحفي بول دي ثاكر زعم فيه وجود «ممارسة سيئة» في شركة فينتافيا، إحدى الشركات المشاركة في تجارب تقييم المرحلة الثالثة من لقاح فايزر. أرسلت المجلة الطبية البريطانية رسالة مفتوحة إلى مارك زوكربيرغ تشرح فيها أنه «منذ 10 نوفمبر، بدأ القراء بالإبلاغ عن مجموعة متنوعة من المشكلات عند محاولة مشاركة مقالتنا. وأحبرنا البعض أنهم لا يستطيعون مشاركتها. وذكر كثيرون أن منشوراتهم توسم بعلامة تحذير «سياق مفقود .. يقول مدققو الحقائق المستقلون إن هذه المعلومات قد تضلل الناس». أبلغ فيسبوك الأشخاص الذين أرادوا مشاركة المقالة أن المستخدمين الذين يتشاركون معلومات مغلوطة على نحو متكرر تصبح منشوراتهم في أسفل شريط الأخبار في فيسبوك. تلقى مسؤولو المجموعات التي شاركت المقالة رسائل تخبرهم أن مثل هذه المنشورات مغلوطة جزئيًا. وجه فيسبوك القراء إلى «التحقق» الذي يجريه متعاقد مع فيسبوك يدعى ليد ستوريز».

## انتقادات موجهة لفيسبوك
تنشر الصحف على نحو متكرر قصص مستخدمين حًجبت منشوراتهم على فيسبوك بسبب انتقادات وجهوها لفيسبوك، وأزيلت منشوراتهم أو قلّ وصولها. من الأمثلة إليزابيث وارن في 2019 وروتيم شتاركمان في 2016.
تستخدم فيسبوك أنظمة مراقبة مصطلحات وكلمات مفتاحية محددة تؤدي إلى إجراء تلقائي أو شبه تلقائي. في سياق تقارير إعلامية ودعاوى قضائية من أشخاص عملوا سابقًا في تعديل محتوى فيسبوك، ادعى أحد المشرفين السابقين في فيسبوك كريس غراي وجود قواعد محددة لمراقبة وحجب المنشورات التي تنتقد فيسبوك أو تعاديها أو تنتقد إجراءاتها، بواسطة مطابقة كلمات مفتاحية مثل «فيسبوك» أو «حذف فيسبوك».

## انتقادات موجهة لإسرائيل
اتُهمت شركة فيسبوك بحجب المحتوى الذي ينتقد إسرائيل ويدعم فلسطين. في خضم الصراع في قضية الشيخ جراح في عام 2021، اتُهمت شركة فيسبوك بحذف مئات من المنشورات التي تنتقد إسرائيل. واعتذر مسؤولون كبار في فيسبوك من رئيس الوزراء الفلسطيني عن فرض الرقابة على الأصوات المؤيدة للفلسطينيين.
حذفت شركة ميتا حساب المذيع في قناة الجزيرة العربية تامر المسحال على موقع التواصل الاجتماعي فيسبوك بعد 24 ساعة من بث برنامج «ما خفي أعظم» وهو تحقيق في الرقابة التي تمارسها شركة ميتا على المحتوى الفلسطيني تحت عنوان «المساحة المغلقة». تضمن التحقيق الذي أجراه البرنامج اعترافات من إريك باربينغ، رئيس جهاز الأمن السيبراني الإسرائيلي السابق، عن جهود مؤسسته لتتبع المحتوى الفلسطيني وفقًا لمعايير تشمل «الإعجاب» بصورة فلسطيني قتلته القوات الإسرائيلية.
أصدرت هيومن رايتس ووتش تقريرًا عنوانه «وعود ميتا المنكوثة: الرقابة المنهجية على المحتوى الفلسطيني على إنستغرام وفيسبوك» في ديسمبر 2023. موضحة أنماط قمع حرية التعبير والمحتوى الذي يدعم القومية الفلسطينية. في ديسمبر 2023 أيضًا، كتبت إليزابيث وارن رسالة إلى ميتا تطلب تفاصيل عن تعديل المحتوى المتعلق بغزة. وبعد الرد، انضم بيرني ساندرز إلى وارن في رسالة متابعة تطلب إجابات أكثر شمولًا. ويوضح تقرير أكسس ناو الصادر في فبراير 2024 تفاصيل الرقابة على المراسلين والمدافعين الفلسطينيين على فيسبوك، بما في ذلك إزالة توثيق انتهاكات حقوق الإنسان.
في عام 2024، قيدت شركة ميتا استخدام «🔻»، رمز المثلث الأحمر الموجه للأسفل، مع سياسة داخلية تنص على أن الرمز التعبيري كان بمثابة إشارة لدعم حماس.